# Asura snelleni
Asura snelleni là một loài bướm đêm thuộc phân họ Arctiinae, họ Erebidae.